# آلوکودون

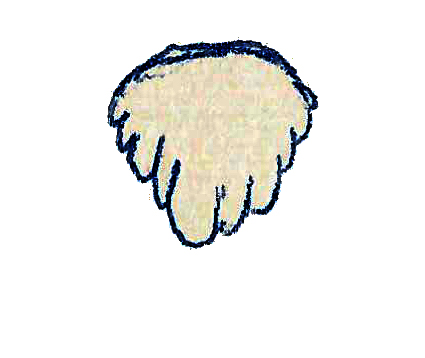
تصویری از فسیل آلوکودون

آلوکودون (نام علمی: Alocodon kuehnei) نام یک گونه از راسته پرنده‌کفلان است.